# Oskar Drugge
Oskar Jan Patrik Drugge, född 11 september 1992 i Luleå, är en svensk professionell ishockeyspelare som spelar för Västerviks IK i Hockeyallsvenskan. Hans moderklubb är Luleå HF.